# Vladimír Kinier
Vladimír Kinier (Zsolna, 1948. április 6. –) csehszlovák válogatott szlovák labdarúgó, hátvéd.

## Pályafutása

### Klubcsapatban
1979 és 1984 között a ZVL Žilina, 1984–85-ben a Dukla Banská Bystrica, 1985 és 188 között ismét a ZVL Žilina, 1988 és 1990 között a Slovan Bratislava labdarúgója volt. 1990 és 1994 között a francia FC Bourges csapatában szerepelt.

### A válogatottban
1984 és 1990 között tíz alkalommal szerepelt a csehszlovák válogatottban. Tagja volt az 1990-es olaszországi világbajnokságon részt vevő csapatnak.